# Ichneumon neosarcitor
Ichneumon neosarcitor är en stekelart som beskrevs av Heinrich 1961. Ichneumon neosarcitor ingår i släktet Ichneumon och familjen brokparasitsteklar. Inga underarter finns listade i Catalogue of Life.